# فرقة المعتصم
فرقة المعتصم هي فصيل تابع للجيش السوري الحر ويعمل في شمالي محافظة حلب الشمالية، ومقره في بلدة مارع. وقد سميت المجموعة تيمنًا بالمعتصم، وهو خليفة عباسي.

## المعدات
من المعروف أن فرقة المعتصم يمتلك كمية كبيرة من الأسلحة التي قدمتها الولايات المتحدة من برنامج التدريب والتجهيز السوري، بما في ذلك بنادق M16، ورشاشات خفيفه من طراز M249، ورشاشات M240، وسولتام K6، ومدافع هاون M224، ومدافع هاون M252، وبراونينغ M2، وعربات مسلحة. وقد ادي ذلك إلى ورود تقارير تفيد بأن هذه المجموعة تزودها الولايات المتحدة. ولم تتلق المجموعة صواريخ مضادة للدبابات من الولايات المتحدة.

## الأيديولوجية
يدعم فرقة المعتصم عملية السلام السورية السياسية. ولكنه يعارض مقترحات السلام الأمريكية–الروسية بشأن سوريا. ودعا قائد المجموعة إلى «الحرية والعدالة»، مما أدى إلى توترات بينه وبين جبهة النصرة، ورؤيته تهديدًا لمشروع خلافة النصرة.

## التاريخ
كان قائد المجموعة، المقدم محمد حسن خليل، في الأصل قائدًا للمتمردين في جبل الأكراد بمحافظة اللاذقية. غير أن جبهة النصرة أرغمته في 2015 على الخروج من اللاذقية بعد التوترات بين المجموعتين. ثم انتقلت مجموعته إلى حلب.
في أبريل 2016، شاركت المجموعة في هجوم شمال حلب (مارس–يونيو 2016)، إلى جانب فيلق الشام و‌فرقة السلطان مراد، حيث قادت المركبات من دوديان نحو مواقع داعش في الراعي واستولت على 8 قرى في الطريق.
في يونيو، شكلت المجموعة تحالفًا مع لواء أحفاد صلاح الدين و6 جماعات متمردة أخرى في مارع بعد أن كسرت حصار داعش على البلدة. ويدعي الائتلاف الجديد أن لديه 1,500 مقاتلًا تحت قيادة عسكرية موحدة وأقام اتصالات مع قوات سوريا الديمقراطية المنافسة. وفي وقت لاحق من ذلك الشهر، اختطف محمد حسن خليل في مارع. واتهم فرقة المعتصم الهيئة الشرعية في بلدة دارة عزة، القائد السابق للمتمردين في مارع، وجبهة النصرة بتنفيذ عمليه الاختطاف.
في أغسطس وسبتمبر، شارك فرقة المعتصم في التدخل العسكري التركي في سوريا الذي استولى على جرابلس و‌الراعي.
في 12 أبريل 2017، تخرج 100 مقاتلين جدد من فرقة المعتصم بعد أن أتموا التدريب في مخيم بالقرب من مارع، وبذلك يصل العدد الإجمالي لأعضاء المجموعة إلى 1,000، وفقا لما ذكره أحد قادتها.